# Comtat de Nantes
El comtat de Nantes fou una jurisdicció feudal de França que formava una marca fronterera amb Bretanya.

## Història
El 799 el prefecte i comte Guiu de Nantes va conquerir Bretanya. Entre 814 i 818, Lambert I de Nantes va succeir al seu pare Guiu com a prefecte de la marca de Bretanya i comte de Nantes. Degut a les revoltes de 811 i 818, Lluís I el Pietós va nomenar Nominoe, el cap bretó, com a comte de Vannes el 819, i després duc (ducatus ipsius gentis) dels bretons el 831. La revolta del 824, dirigida per Wiomarc'h, va ser d'una amplitud tal que Lluís I el Pietós va haver d'intervenir en persona acompanyat dels seus fills Pipí I d'Aquitània i Lluís el Germànic. El 831 s'establia el ducat de Bretanya i Lambert I de Nantes, un partidari de Lotari I, era enviat a l'exili a Itàlia poc després. El 841 el comtat fou donat a Renald d'Herbauges. El 843 Nantes fou saquejada pels normands, i Lambert II, un noble aliat de Nominoe, fill de Lambert I, es va fer amo de la ciutat a la seva sortida. La batalla de Ballon va constituir una nova victòria de Nominoe sobre Carles el Calb i va marcar el 845 la independència de Bretanya, concretada per un tractat el 846. El mateix any, Carles el Calb aconseguí imposar un cert Amauri com a comte de Nantes i prefecte de la marca. Tres anys després Lambert II tornava a dominar el comtat.
El comtat fou conquerit per Nominoe (el primer gran sobirà de Bretanya) i el seu fill Erispoe el 851, sent reconegut als bretons pel tractat d'Angers. Salomó de Bretanya va ampliar les conquestes bretones però a causa dels atacs normands el bretons es van haver de replegar cap a les zones de població bretona. A l'inici del segle X el comtat de Nantes va quedar sota protecció del comte d'Anjou; els normands van ocupar la ciutat i regió del 919 al 937 fins que Alan II de Bretanya la va conquerir altre cop pels bretons i formà un feu de Bretanya del qual els titulars van disputar el títol de duc amb els comtes de Rennes. Nantes va rebre el suport d'Anjou mentre Rennes rebia el de Blois. Per matrimoni va passar de la família comtal de Cornualla als Plantagenets, fins a ser incorporada als dominis ducals sota Artur I de Bretanya.

## Llista de comtes de Nantes

### Comtes francs
- després de 786-818: Guiu de Nantes Prefecte de la Marca de Bretanya
- 818-831: Lambert I de Nantes
- 831-841: Ricuí de Nantes
- 841-843: Renald d'Herbauges, comte d'Herbauges i de Nantes
- 843-846: Lambert II de Nantes
- 846-849: Amauri de Nantes imposat par Carles el Calb
- 849-851: Lambert II de Nantes (segona vegada)

### Comtes Bretons
- 851-852: Erispoe
- 852-870: Salomó de Bretanya
- 870-877: Pascweten
- 877-907: Alan I de Bretanya.

### Comtes d'Anjou i de Nantes
- 907-919: Folc I el Roig o el Ros, comte d'Anjou. Reconegut de iure comte d'Anjou i de Nantes fins després de l'inici del govern del duc Alan Barbatorte (936-952)

### Ocupació normanda
- 914-919: Ottar i Hroald
- 919-vers 930: Rognväld
- vers 930-937: Incon (Håkon o Inge ?)

### Comtes de Nantes
- 938-952: Alan II de Bretanya
- 952-958: Drogó de Bretanya
- 958-960: Folc II d'Anjou
- 960-981: Hoel I de Bretanya
- 981-988: Guerech de Bretanya
- 988-990: Alan
- 990-992: Conan I de Bretanya
- 992-994: Aimery III de Thouars
- 992-1004: Judicael
- 1004-1038: Budic
- 1038-1051: Maties I
- 1051-1063: Judit
- 1063-1084: Hoel II de Bretanya
- 1084-1103: Matíes II de Bretanya
- 1103-1112: Alan IV de Bretanya
- 1112-1148: Conan III de Bretanya
- 1148-1156: Hoel III de Bretanya

### Dinastia dels Plantagenet
- 1156-1158: Godofred Plantagenet
- 1158-Setembre 1158: Conan IV de Bretanya
- 1158-1185: Enric II Plantagenet
- 1185-1186: Godofred II Plantagenet
- 1185-1201: Constança de Bretanya
- 1196-1203: Artur Plantagenet que fou el duc Artur I de Bretanya